# 竜の道
『竜の道』（りゅうのみち）は、白川道の小説のシリーズである。双子の兄弟の復讐劇などを綴るハードボイルド小説。
講談社の月刊小説誌『小説現代』に掲載され、加筆、修正ののち『竜の道 飛翔篇』（りゅうのみち ひしょうへん）が2009年9月に講談社より刊行された。
白川は「竜の道」シリーズ全3巻の構想を持っていたが、2014年7月号から幻冬舎の月刊小説誌『ポンツーン』に連載中の2015年4月16日に急逝したため、2015年10月22日に、未完のまま、続編『竜の道 昇龍篇』（りゅうのみち しょうりゅうへん）が幻冬舎より発売された。
2020年にカンテレと共同テレビ制作でテレビドラマ化された。

## あらすじ
飛翔篇
一卵性双生児の矢端竜一と 矢端竜二は中学を卒業したころ、自分たちが捨て子だったことを養父母から知らされる。幼いころから食事も満足に与えられず廃品回収の手伝いをさせられていたことで、それが事実だと納得する。2人はそこから脱出するため、擬装放火で養父母の殺害と、竜一も死亡したように見せかける身代わり殺人を企てる。
その後、竜二は東大から国土交通省のキャリア官僚になり、竜一は顔を整形して別人になりすまし、2人は吉野美佐の両親を自殺に追いやった二階堂源平に復讐する機会を探る。
昇龍篇
幾度も整形を繰り返した竜一は、フリーライターの和田猛（わだ たけし）と名乗り、4年ぶりに日本に戻ってきた。
竜二は、両親は事故ではなく自殺だったことを美佐が知っていたことを知り、二階堂への復讐を改めて誓うのだった。

## 登場人物
矢端竜一（やばた りゅういち）
顔を整形して名前を変え裏の社会で暗躍しながら、吉野夫妻を死に追いやった運送会社会長への復讐の機会を探る。
矢端竜二（やばた りゅうじ）
竜一の弟。東大を首席で卒業し、国土交通省に入省、キャリア官僚になる。
吉野美佐（よしの みさ）
唯一よくしてくれた吉野夫妻の娘。吉野夫妻が自殺した時の巻き添えで、命は助かるが視力を失う。
平田良子（ひらた よしこ）
美佐の盲学校の教員。
二階堂源平（にかいどう げんぺい）
二階堂急便の会長。

## 書誌情報
竜の道 飛翔篇
単行本：2009年9月19日発売、講談社、ISBN 978-4-06-215708-7
文庫本：2011年4月12日発売、幻冬舎文庫、ISBN 978-4-34-441653-6（上） / ISBN 978-4-34-441654-3（下）
竜の道 昇龍篇
単行本：2015年10月22日発売、幻冬舎、ISBN 978-4-34-402840-1
文庫本：2017年04月11日発売、幻冬舎文庫、ISBN 978-4-34-442592-7

## テレビドラマ
『竜の道 二つの顔の復讐者』（りゅうのみち ふたつのかおのふくしゅうしゃ）のタイトルで、2020年7月28日から9月15日まで、カンテレ制作・フジテレビ系「火曜21時枠」で放送された。主演は玉木宏。双子の弟・竜二を高橋一生が演じる。
原作は白川の急逝により未完となっているが、テレビドラマ版はオリジナルストーリーで2人の復讐劇の結末まで描かれる。
当初は4月14日に、初回20分拡大で放送開始予定であったが、新型コロナウイルスの感染拡大を受け撮影を中止し、放送開始を延期することが4月9日に発表された。その後6月に撮影を再開し、7月28日から初回2時間SPで放送されることとなった。撮影は放送開始直前の7月24日にクランクアップし、7月25日に取材会が行われた。通常54分枠だったが、最終回は1時間48分の拡大枠で放送された。

### 主要キャスト
- 矢端竜一（やばた りゅういち） - 玉木宏（乳児期：藤原響、15歳時：阪本光希）
- 矢端竜二（やばた りゅうじ） - 高橋一生（15歳時：阪本颯希）
- 吉江美佐（よしえ みさ） - 松本穂香[11][12]（5歳時：宮地美然、12歳時：川口莉央）
- 霧島晃（きりしま あきら） - 細田善彦[13]
- 遠山凛子（とおやま りんこ） - 奈緒[14]
- 砂川林太郎（すながわ りんたろう） - 今野浩喜[14]
- 大友由伸（おおとも よしのぶ） - 渡辺邦斗[14]
- 沖和紀（おき かずのり） - 落合モトキ[15]
- 小田島聡介（おだじま そうすけ） - 利重剛
- 二見敏明（ふたみ としあき） - 小市慢太郎
- 吉江律子（よしえ りつこ） - 紺野まひる
- 吉江直樹（よしえ なおき） - 今村裕次郎
- 曽根村始（そねむら はじめ） - 西郷輝彦[13]（特別出演）
- 霧島まゆみ（きりしま まゆみ） - 松本まりか[16][14]
- 霧島芙有子（きりしま ふゆこ） - 斉藤由貴[13]
- 霧島源平（きりしま げんぺい） - 遠藤憲一[13]

### その他キャスト
- 大野木保志 - 川瀬陽太
- 大野木健斗 - 二宮慶多
- 時任弘幸 - 弓削智久
- 真鍋祐介 - 水野智則
- 相沢英明 - 玉置孝匡
- 三栗谷仁志 - 尾上寛之
- 三栗谷忠志 - 難波圭一
- 安藤祥子の家の幼い姉妹 - 野村星[17]、佐々木桜[18]
- 室谷茂 - 藤田宗久

### スタッフ
- 原作 - 白川道『竜の道』（幻冬舎文庫刊）
- 脚本 - 篠﨑絵里子、守口悠介
- 音楽 - 村松崇継
- オープニング曲 - ビッケブランカ「ミラージュ」（avex trax）[7]
- 主題歌 - SEKAI NO OWARI「umbrella」（UNIVERSAL MUSIC JAPAN）[19]
- プロデュース - 米田孝（カンテレ）、水野綾子（共同テレビ）
- 演出 - 城宝秀則（共同テレビ）、岩田和行（共同テレビ / ベイシス）、紙谷楓（共同テレビ）、吉田使憲（アズバーズ）
- 制作 - カンテレ、共同テレビ

### 放送日程
| 話数                                                                        | 放送日  | サブタイトル                                                                               | EPG欄 | 脚本       | 演出     | 視聴率 |
| --------------------------------------------------------------------------- | ------- | ------------------------------------------------------------------------------------------ | --- | ---------- | -------- | ------ |
| 第1話                                                                       | 7月28日 | 破滅させてやる!! 死んだはずの双子の兄 復讐のために顔を変え別人に! それを知るのは弟ただ一人 | 玉木宏×高橋一生整形双子役! 両親奪った男への復讐が始まる                                                                                 | 篠﨑絵里子 | 城宝秀則 | 9.1%   |
| 第2話                                                                       | 8月04日 | 妹と予期せぬ再会…秘密知った男を消す? 狂い始める復讐計画                                    | 妹と予期せぬ再会…秘密知った男を消す? 狂い始める復讐計画                                                                                 | 篠﨑絵里子 | 岩田和行 | 6.9%   |
| 第3話                                                                       | 8月11日 | 悪女を落とす復讐の罠! 思わぬ敵の反撃                                                       | 玉木宏&高橋一生、整形双子の復讐劇! 悪女を落とす復讐の罠!                                                                                | 守口悠介   | 紙谷楓   | 7.2%   |
| 第4話                                                                       | 8月18日 | 過去を暴かれ復讐に暗雲… 妹に悪女の罠                                                       | 玉木宏&高橋一生、整形双子の復讐劇! 妹に迫る悪女の罠!                                                                                    | 篠﨑絵里子 | 吉田使憲 | 6.9%   |
| 第5話                                                                       | 8月25日 | 兄の秘密明らかに… 仇の社長追放へ始動                                                       | 玉木宏&高橋一生、整形双子の復讐劇! 明かされる兄の秘密                                                                                   | 篠﨑絵里子 | 岩田和行 | 5.9%   |
| 第6話                                                                       | 9月01日 | 仇の妻に異変! 弱みにつけ込む追放計画                                                       | 玉木宏&高橋一生、双子の復讐! 仇の妻に異変…運命の取締役会                                                                                | 篠﨑絵里子 | 紙谷楓   | 7.1%   |
| 第7話                                                                       | 9月08日 | 復讐劇は最終章へ! ついに暴かれる秘密                                                       | 玉木宏&高橋一生、双子の復讐劇最終章へ! ついに暴かれる秘密                                                                               | 篠﨑絵里子 | 岩田和行 | 5.4%   |
| 最終話                                                                      | 9月15日 | 正体暴かれ絶体絶命の兄が下す最後の決断とは                                                 | 復讐劇、今夜完結! あんた裁くのは法じゃない… 23年の双子の執念が憎き仇をついに破滅に追い込む!? 正体暴かれ絶体絶命の兄が下す最後の決断とは | 篠﨑絵里子 | 城宝秀則 | 7.6%   |
| 平均視聴率 7.0%（視聴率はビデオリサーチ調べ、関東地区・世帯・リアルタイム） |         |                                                                                            | |            |          |        |

- 初回・最終話は21時 - 22時48分の2時間スペシャル。
- 第2話は21時 - 22時9分の15分拡大放送。

### インターネット配信
- 最新回の見逃し配信については、インターネット配信を参照。
- 見逃し配信終了後の過去放送分は、FODプレミアム、U-NEXTで有料見放題配信。

### 関連商品
シナリオ
- 『月刊ドラマ』2020年9月号（映人社） - 第1話脚本を収録。

| カンテレ制作・フジテレビ系 火曜21時枠        | カンテレ制作・フジテレビ系 火曜21時枠               | カンテレ制作・フジテレビ系 火曜21時枠          |
| 前番組                                       | 番組名                                              | 次番組                                         |
| -------------------------------------------- | --------------------------------------------------- | ---------------------------------------------- |
| 探偵・由利麟太郎 （2020年6月16日 - 7月14日） | 竜の道 二つの顔の復讐者 （2020年7月28日 - 9月15日） | DIVER-特殊潜入班- （2020年9月22日 - 10月20日） |